# Karine Fauconnier
Karine Fauconnier (La Rochelle, 11 marzo 1972) è una velista francese.

## Palmarès
| Anno | Imbarcazione    | Risultato |  |
| 2004 | Sergio Tacchini | 2 al Grand Prix di Marsiglia, 2 al Grand Prix di Calvi, 1 al Grand Prix di Fécamp, 2 al Grand Prix di La Trinité sur Mer               |  |
| 2003 | Sergio Tacchini | 6 al Grand Prix Orma di Zeebrugge, 2 al Grand Prix Orma di Fécamp, 4 al Grand Prix Orma di Marsiglia, 1 al Grand Prix Orma di Cagliari |  |